# Indywidualne Mistrzostwa Polski 85–125 cm³ w Miniżużlu 2020
Indywidualne Mistrzostwa Polski 85–125 cm³ w Miniżużlu 2020 – rozegrane w sezonie 2020 mistrzostwa Polski miniżużlowców.
W związku z pandemią COVID-19 dokonano reorganizacji rozgrywek. Najpierw rozegrano cztery rundy eliminacyjne (dwukrotnie po dwie równoległe), w których za zajęcie odpowiednich lokat była następująca punktacja: 1. miejsce – 20 punktów, 2. – 18, 3. – 16, 4. – 12, 5. – 11, 6. – 10 itd. Następnie czołowa dwudziestka awansowała do finału w Rybniku

## Terminarz eliminacji
- Runda 1. – 15 sierpnia, Rędziny
- Runda 2. – 15 sierpnia, Rędziny[1]
- Runda 3. – 19 sierpnia, Gdańsk
- Runda 4. – 19 sierpnia, Gdańsk[2]

## Klasyfikacja końcowa eliminacji
| Poz | Zawodnik              | Klub                     | 1  | 2  | 3  | 4  | Punkty |
| --- | --------------------- | ------------------------ | -- | -- | -- | -- | ------ |
| 1   | Maksymilian Pawełczak | BTŻ Polonia Bydgoszcz    | 20 |    | 20 |    | 40     |
| 2   | Szymon Ludwiczak      | MKMŻ Rybki Rybnik        |    | 20 |    | 20 | 40     |
| 3   | Kacper Halkiewicz     | Włókniarz Częstochowa SA |    | 16 | 18 |    | 34     |
| 4   | Miłosz Kowalski       | UKS Speedway Rędziny     |    | 18 |    | 14 | 32     |
| 5   | Antoni Kawczyński     | GKŻ Wybrzeże Gdańsk      |    | 14 |    | 16 | 30     |
| 6   | Krystian Gręda        | ZKŻ SSA Zielona Góra     | 18 |    |    | 11 | 29     |
| 7   | Szymon Tomaszewski    | MKMŻ Rybki Rybik         | 11 |    |    | 18 | 29     |
| 8   | Marcel Kowolik        | MKMŻ Rybki Rybik         | 16 |    |    | 12 | 28     |
| 9   | Kewin Nycz            | GUKS Speedway Wawrów     |    | 11 | 16 |    | 27     |
| 10  | Wiktor Andryszczak    | UKS Speedway Rędziny     |    | 12 | 12 |    | 24     |
| 11  | Mikołaj Krok          | GUKS Speedway Wawrów     |    | 10 | 11 |    | 21     |
| 12  | Mikołaj Duchiński     | SSSM Stal Toruń          | 7  |    | 14 |    | 21     |
| 13  | Paweł Caban           | Włókniarz Częstochowa SA | 12 |    |    | 8  | 20     |
| 14  | Oskar Kręglicki       | KM Cross Lublin          | 14 |    |    | 6  | 20     |
| 15  | Mikołaj Szlempo       | UKS Speedway Rędziny     | 10 |    | 8  |    | 18     |
| 16  | Dominik Woźniak       | ZKŻ SSA Zielona Góra     |    | 8  | 9  |    | 17     |
| 17  | Wiktor Jasiński       | BTŻ Polonia Bydgoszcz    |    | 7  |    | 9  | 16     |
| 18  | Adam Putkowski        | BTŻ Polonia Bydgoszcz    | 9  |    |    | 7  | 16     |
| 19  | Filip Bęczkowski      | GUKS Speedway Wawrów     | 6  |    |    | 10 | 16     |
| 20  | Paweł Wyczyszczok     | MKMŻ Rybki Rynik         | 5  |    | 10 |    | 15     |
| 21  | Arkadiusz Kordek      | Spartan Przemyśl         |    | 9  |    | 5  | 14     |
| 22  | Maciej Gudyka         | Spartan Przemyśl         | 8  |    | 5  |    | 13     |
| 23  | Kacper Król           | GKŻ Wybrzeże Gdańsk      |    |    | 7  |    | 7      |
| 24  | Ksawery Słomski       | SSSM Stal Toruń          |    |    | 6  |    | 6      |

## Finał
- Rybnik, Stadion im. Andrzeja Skulskiego, 19 września 2020(dts)[3]

| Msc. | Zawodnik              | Klub                  | Pkt  |           |  |
| ---- | --------------------- | --------------------- | ---- | --------- |  |
| 1    | Antoni Kawczyński     | GKŻ Wybrzeże Gdańsk   | 12+3 | (3,3,3,3) |  |
| 2    | Szymon Ludwiczak      | MKMŻ Rybki Rybnik     | 10+2 | (3,3,3,1) |  |
| 3    | Mikołaj Duchiński     | SSSM Stal Toruń       | 9+1  | (2,3,1,3) |  |
| 4    | Miłosz Kowalski       | UKS Speedway Rędziny  | 10+w | (3,2,2,3) |  |
| 5    | Marcel Kowolik        | MKMŻ Rybki Rybnik     | 8+3  | (3,3,w,2) |  |
| 6    | Kewin Nycz            | Speedway Wawrów       | 8+2  | (2,2,2,2) |  |
| 7    | Wiktor Andryszczak    | UKS Speedway Rędziny  | 8+1  | (2,1,2,3) |  |
| 8    | Maksymilian Pawełczak | BTŻ Polonia Bydgoszcz | 9+0  | (1,2,3,3) |  |
| 9    | Kacper Halkiewicz     | Włókniarz Częstochowa | 5+3  | (0,3,w,2) |  |
| 10   | Krystian Gręda        | ZKŻ Zielona Góra SA   | 5+2  | (2,w,2,1) |  |
| 11   | Szymon Tomaszewski    | MKMŻ Rybki Rybnik     | 5+1  | (2,1,1,1) |  |
| 12   | Adam Putkowski        | BTŻ Polonia Bydgoszcz | 5+0  | (1,1,1,2) |  |
| 13   | Mikołaj Krok          | Speedway Wawrów       | 4+3  | (1,1,0,2) |  |
| 14   | Oskar Kręglicki       | KM Cross Lublin       | 3+2  | (0,d,3,0) |  |
| 15   | Filip Bęczkowski      | Speedway Wawrów       | 4+1  | (0,0,3,1) |  |
| 16   | Paweł Caban           | Włókniarz Częstochowa | 4+w  | (1,2,1,w) |  |
| 17   | Dominik Woźniak       | ZKŻ Zielona Góra SA   | 2+3  | (0,1,0,1) |  |
| 18   | Wiktor Jasiński       | BTŻ Polonia Bydgoszcz | 3+d  | (1,0,2,0) |  |
| 19   | Paweł Wyczyszczok     | MKMŻ Rybki Rybnik     | 3+w  | (3,0,d,w) |  |
| 20   | Mikołaj Szlempo       | UKS Speedway Rędziny  | 2+w  | (w,2,w,w) |  |
| 21   | Maciej Gudyka         | Spartan Przemyśl      | ns   |           |  |
| 22   | Arkdaiusz Kordek      | Spartan Przemyśl      | ns   |           |  |